# Amadeus William Grabau
Amadeus William Grabau, född 9 januari 1870 i Cedarburgh, Wisconsin, död 20 mars 1946 i Peking, var en amerikansk geolog av tysk härstamning, under senare delen av sitt liv verksam i Kina.
Grabau blev filosofie doktor 1900, var professor i geologi vid Rensselaer Polytechnic Institute i Troy, New York 1899-1901 och flyttade 1902 över till Columbia University i New York, där han 1905-19 var professor i paleontologi. Åren 1919-20 var han privatgeolog i New York, och 1920 blev han professor i paleontologi vid Kinas nationaluniversitet i Peking samt paleontolog vid Kinas geologiska undersökning där. Hans arbeten är dels specialarbeten, behandlande väsentligen paleozoiska evertebrater, dels omfattande handböcker.